# Fitschenring

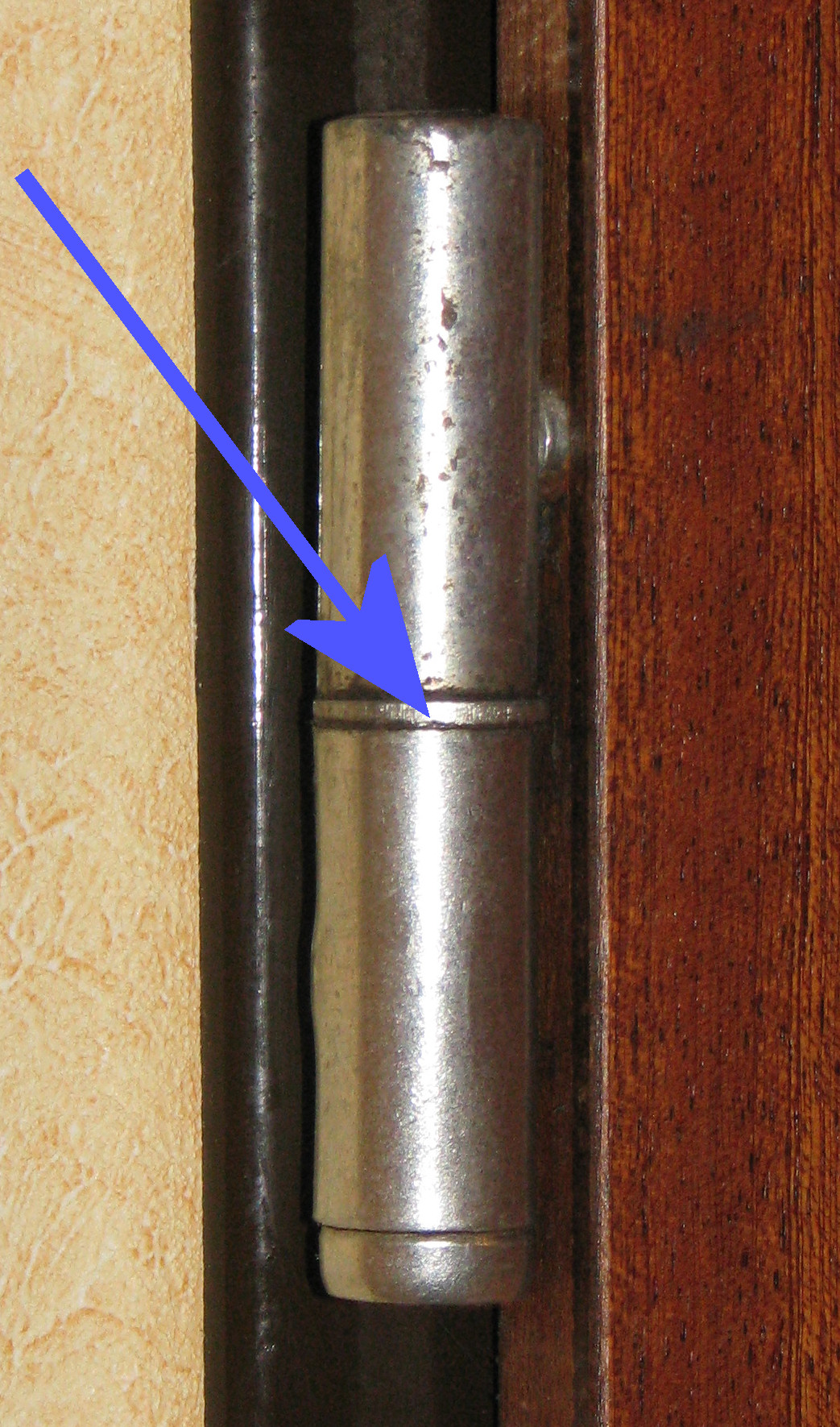
Fitschenring in einem Türband

Ein Fitschenring (auch Türbandring) ist eine Unterlegscheibe mit schmalem Rand und abgeleitet von Fitschenband (Fitschband oder Fischband), einer regional variierenden Bezeichnung für Fenster- und Türbänder älterer Bauform an Holzfenstern und -türen.
Falls die überfälzte oder gestemmte Eckverbindung einer Füllungstür nachgibt, so dass der Flügel herabsinkt oder durch Änderungen am Bodenbelag auf dem Boden schleift, kann sie durch einen oder mehrere Fitschenringe pro Band höher positioniert werden. An jedem Türband sollten gleich viele Ringe eingesetzt werden, um die Last optimal zu verteilen.
Voraussetzung für die Verwendung von Fitschenringen ist, dass die Tür am oberen Falz ein genügend großes Spaltmaß (Falzluft) zur Fenster- oder Türzarge aufweist, um das Türblatt bzw. den Fensterflügel beim Schließen nicht an die Zarge stoßen zu lassen.
Die handelsüblichen Maße der Scheibe sind den Durchmessern der Dorne der Bänder angepasst. Typische Innen-/ Außendurchmesser sind:
- 6/10 mm
- 8/14 mm
- 11/16 mm
- 13/18 mm

jeweils mit einer Stärke von 2 mm.
Bei intakten und korrekt montierten 3-teiligen Bändern ist es in der Regel nicht möglich, Fitschenringe einzulegen. Sofern diese Bänder nicht über einen eigenen Verstellmechanismus verfügen, muss das Türblatt abgehobelt oder abgesägt werden, wenn es am Boden schleift.